# Farní sbor Českobratrské církve evangelické v Karlových Varech
Farní sbor Českobratrské církve evangelické v Karlových Varech je sborem Českobratrské církve evangelické v Karlových Varech. Sbor spadá pod Západočeský seniorát.
Sbor byl založen roku 1951. 
Farářem sboru je Martin T. Zikmund. Kurátorem sboru je Lukáš Kolovrátek.

## Faráři sboru
- Lubomír Miřejovský (1949–1952)
- Jiří Zejfart
- Blahoslav Hájek (1983–1988)
- Josef Kejř (1989–1999)
- Ivona Linhartová (1999–2001)
- Miloslav Nekvasil (2001–2003)
- František Pavlis (2003–2008)
- Pavel Klimeš (2009–2016)
- Martin T. Zikmund  (od 2017)